# Solothurn ST-5
El Solothurn ST-5 es un cañón automático de 20 mm diseñado por la firma Waffenfabrik Solothurn en Zuchwil, Suiza que, en última instancia, fue la base del diseño de la exitosa serie de cañones FlaK 30 de 2 cm utilizados por Alemania en la Segunda Guerra Mundial.

## Historia y desarrollo
Solothurn era propiedad de la empresa alemana Rheinmetall, que en ese momento tenía prohibido desarrollar ciertas armas. Este y otros fabricantes alemanes buscaron asociaciones con empresas extranjeras, a menudo siendo accionistas mayoritarias de ellas, en un esfuerzo por eludir las cláusulas del Tratado de Versalles.
El ST-5 disparaba el cartucho 20 x 138 B, llamado también " 2 cm Long Solothurn". Su vaina tenía 138 mm de largo, lo que la convertía en la munición de 20 mm más potente disponible.

## Usuarios
- Alemania nazi: Aunque Alemania no adoptó el Solothurn ST-5, la Kriegsmarine compró una variante del cañón para emplearla como armamento antiaéreo a bordo de sus buques. Recibió la designación 20 mm C/30 y equipó a varios buques de guerra alemanes durante la Segunda Guerra Mundial. Fue la base del diseño del 2 cm FlaK 30/38/Flakvierling.[2]
- Bulgaria
- Grecia
- República de China: Durante la segunda guerra sino-japonesa, el Solothurn ST-5 fue el principal cañón antiaéreo ligero del Ejército Nacional Revolucionario. Fue empleado en la Batalla de Shanghái y en la Batalla de Nankín. No solo fue empleado como cañón antiaéreo, sino que también fue empleado contra los tanques y automóviles blindados japoneses, destruyendo 15 tanques en la Batalla de Taierzhuang.